# 有機地球化學
有機地球化學（英文：Organic geochemistry）是生物在地球上的影響和過程的探討。有機地球化學的研究要追溯到有機地球化學之父Alfred E. Treibs的研究。 Treibs第一個從石油分離出金屬紫質。這個發現讓原本不太知道起源的石油確信是從生物而來。金屬紫質通常為穩定的有機化合物，從這些萃取衍生物的細部結構可以得知他們的來源是葉綠素。
沉積礦床中蘊含的有機化合物和石油蘊含量之間的關係是我們所好奇的。研究古沉積物和岩石提供石油化學的起源和來源還有生命在生化上的來歷。
現代的有機地球化學包含研究近代沉積物來了解碳循環、氣候變遷和海洋的過程。